# プラチナ・ジュビリー
プラチナ・ジュビリー（英: platinum jubilee）は、70周年の記念式典。特に君主制国家では、君主の在位70周年を記念する。
| 肖像 | 君主          | 即位           | 記念   | 国                     |
| ---- | ------------- | -------------- | ------ | ---------------------- |
|      | ルイ14世      | 1643年5月14日  | 1713年 | フランス王国           |
|      | ヨーハン2世   | 1858年11月12日 | 1928年 | リヒテンシュタイン     |
|      | ラーマ9世     | 1946年6月9日   | 2016年 | タイ王国               |
|      | エリザベス2世 | 1952年2月6日   | 2022年 | イギリス及び英連邦王国 |

イギリス女王エリザベス2世は、直近でプラチナ・ジュビリーを祝賀された君主である。2022年2月に在位70年を迎え、様々な祝賀式典が開催されている。祝典の準備はゆっくりと始まり、2022年6月のバンク・ホリデー（4日間）が発表されている。
75周年がダイヤモンド・ジュビリーとされる場合があるが、通常は60周年に対して使われる。100周年の場合は、単にcentenaryと呼ばれる。